# The Settlers 7: Paths to a Kingdom
Die Siedler 7 là trò chơi điện tử thuộc thể loại chiến lược thời gian thực và xây dựng thành phố do hãnh Blue Byte Software phát triển cho hệ máy tính cá nhân và Ubisoft lo việc phát hành. Đây là tựa thứ 7 trong dòng trò chơi Die Siedler, tác phẩm đã phát hành vào ngày 23 tháng 3 năm 2010 cho hai hệ điều hành là Microsoft Windows và OS X, sau đó phát hành ra thị trường quốc tế.
Trò chơi lấy bối cảnh châu Âu thời Trung cổ ở một vương quốc nhỏ tên Tandria nơi đang bị nhòm ngó bởi các thế lực đen tối. Công chúa Zoe người được vua cha hứa hẹn sẽ trở thành nữ hoàng nếu chấm dứt được cuộc nội chiến đang diễn ra và thống nhất vương quốc này. Cô sẽ thực hiện công việc này bằng cách chú trọng xây dựng một ngôi làng nhỏ ban đầu ở một vùng nào đó trên bản đồ, sau đó phát triển kinh tế vững mạnh để đáp ứng được các nhu cầu của những công dân và cũng là công nhân sống tại đó, phát triển rộng ra và bắt đầu tuyển một số lượng lính nhất định để thâu tóm các vùng xung quanh bằng sức mạnh quân sự hoặc truyền đạo hay dùng vàng để mua khu đó từ tay các chủ đất. Trò chơi nhấn mạnh về chiến lược kinh tế hơn quân sự vì cho dù có một đội quân hùng mạnh người chơi cũng chưa chắc chiến thắng, để đạt được việc đó người chơi phải có các điểm để chiến thắng cao hơn đối thủ trong một thời gian nhất định bằng cách có nhiều vàng, nhiều uy tính, xây dựng hoành tráng, nghiên cứu các công nghệ mới trước hay chiếm các khu vực chiến lược... Cũng như Die Siedler 7 sử dụng yếu tố hài hước và hình ảnh tươi sáng làm chủ đạo.
Trò chơi đã nhận được các đánh giá tích cực nhưng cũng có các phàn nàn nhất là về hệ thống quản lý bản quyền kỹ thuật số của trò chơi. Phiên bản nối tiếp là Die Siedler Königreiche von Anteria đã được công bố là đang thực hiện.

## Phát triển
Die Siedler 7 là một trong những trò chơi đầu tiên giới thiệu hệ thống quản lý bản quyền kỹ thuật số theo cách mới được biết dưới dạng Online Services Platform kết nối để kiểm tra trực tiếp với máy chủ của hãng phân phối. Hệ thống này đòi hỏi người chơi phải nối mạng để máy chủ xác thực cho trò chơi có thể hoạt động và vẫn phải kết nối khi chơi. Sau một thời gian phát hành thì hãng phân phối nhận nhiều phàn nàn về việc gặp vấn đề kết nối với máy chủ của Ubisoft đặc biệt là tại Úc nơi nó gần như không thể chơi được. Vấn đề này sau đó đã lan ra toàn thế giới với nhiều người chơi không thể kết nối hơn nữa.
Có bốn bản mở rộng tải về phát hành sau đó là Uncharted Land, Conquest - The Empire, Rise of the Rebellion và The Two Kings. Phiên bản Deluxe Gold Edition đã phát hành vào ngày 10 tháng 3 năm 2011 tích hợp ba bản mở rộng đầu. Phiên bản Gold này có thêm các bản đồ, công trình và nhiều khu vực mới cùng một tính năng là tự thiết kế lâu đài cho riêng mình.
Vì một lý do nào đó mà trò chơi là sản phẩm duy nhất của Ubisoft cho hệ máy tính cá nhân giữ hệ thống Online Services Platform trong khi các trò chơi khác như Assassin's Creed II, From Dust và Splinter Cell: Conviction đã dỡ bỏ hệ thống này qua các bản vá lỗi.

## Âm nhạc
Âm nhạc trong trò chơi do hãng Dynamedion đảm nhiệm việc biên soạn và thực hiện. Hai bài hát chủ đề là Hero Within và Ever After thì do nữ ca sĩ Kariina Gretere biên soạn và trình bày. Album chứa các bản nhạc đã phát hành như đĩa đính kèm phiên bản giới hạn của trò chơi vào ngày 25 tháng 3 năm 2010.
| Die Siedler 7 Original Soundtrack | Die Siedler 7 Original Soundtrack | Die Siedler 7 Original Soundtrack |
| STT                               | Nhan đề                           | Thời lượng                        |
| --------------------------------- | --------------------------------- | --------------------------------- |
| 1.                                | "Hero Within"                     | 2:58                              |
| 2.                                | "Ever After"                      | 3:29                              |
| 3.                                | "New Worlds Dawn"                 | 3:08                              |
| 4.                                | "Working Apart"                   | 2:09                              |
| 5.                                | "Ancient Times and Kingdoms"      | 2:35                              |
| 6.                                | "The Dragon Hoard"                | 2:54                              |
| 7.                                | "Divine Power"                    | 3:00                              |
| 8.                                | "Hearts to Steel"                 | 3:09                              |
| 9.                                | "We Are Broke"                    | 3:06                              |
| 10.                               | "Golden Gems"                     | 2:44                              |
| 11.                               | "Together We Stand"               | 2:39                              |
| 12.                               | "Money Rules The World"           | 3:07                              |
| 13.                               | "Dark Defeats"                    | 2:43                              |
| 14.                               | "Victory is Life"                 | 2:29                              |
| 15.                               | "Silver Stars"                    | 2:15                              |
| 16.                               | "Thief of Time"                   | 1:31                              |
| 17.                               | "You Fight"                       | 2:56                              |
| 18.                               | "Hero Within Revisted"            | 1:34                              |
| 19.                               | "Ever After Revisted"             | 1:43                              |
| 20.                               | "All is Well (that ends well)"    | 1:18                              |
| Tổng thời lượng:                  | Tổng thời lượng:                  | 51:27                             |

## Đón nhận
Trò chơi đã nhận được các đánh giá tích cực. Eurogamer đã đánh giá trò chơi là 8 và mô tả trò chơi là "thú vị và cực kỳ căng thẳng". Gamespot đánh giá trò chơi là 7,5 với việc khen ngợi đồ hoa và sự phức tạp của lối chơi cũng như nói về phần âm nhạc của trò chơi là tuyệt vời rất hợp với đồ họa để bổ sung cho việc cốt truyện không được sâu sắc lắm. IGN thì đánh giá trò chơi là 6 và nói "Trông giống như hình dáng của đỉnh Everest".
Người chơi cũng đánh giá tích cực về trò chơi như tại Amazon.com nó được đánh giá là 78%. Nhưng do hệ thống quản lý bản quyền kỹ thuật số khiến cho nhiều người chơi nổi nóng nên đã đánh giá thấp trò chơi và nó cũng chính là lý do khiến cho điểm trung bình của trò chơi bị kéo xuống.